# USS Yancey (AKA-93)
USS Yancey (AKA-93/LKA-93) – amerykański okręt zaopatrzeniowy typu Andromeda. Jego nazwa pochodziła od hrabstwa Yancey.
Stępkę okrętu położono 22 maja 1944 roku w stoczni Moore Dry Dock Company w Oakland. Zwodowano go 8 lipca 1944 roku, matką chrzestną była Beverly Bartlett. Jednostka po raz pierwszy weszła do służby w US Navy 11 października 1944 roku.
Okręt był w służbie w czasie II wojny światowej. Uczestniczył w desantach na Iwo Jimę i Okinawę.
Po II wojnie światowej m.in. brał udział w operacji Highjump.
Wycofany ze służby po raz ostatni w styczniu 1971 roku. Okręt został zatopiony w 1990 roku, by pełnił rolę sztucznej rafy w pobliżu wybrzeża Północnej Karoliny.